# Veeam
 (mai 2025).
Il peut être nécessaire de l'améliorer pour respecter le principe de neutralité de point de vue. Veuillez consulter la page de discussion pour plus de détails.

Veeam Software est une société privée du secteur des technologies de l’information, proposant des solutions de sauvegarde pour la gestion des données dans le cloud (Cloud Data Management),. Veeam permet la sauvegarde, sécurisation et restauration des données pour les infrastructures virtuelles, physiques et cloud.
Le siège social de l’entreprise se trouve à Baar(Suisse) et Columbus (États-Unis).
Le nom «Veeam» provient de la prononciation de l’acronyme anglais «VM» («virtual machine», machine virtuelle).

## Histoire
Ratmir Timashev et Andreï Baronov fondent Veeam en 2006, après le rachat de leur précédente société de logiciels de gestion informatique, Aelita Software Corporation, par Quest Software en 2004,, devenue propriété de Dell en 2012. En juin 2016, Dell annonce la vente de sa division logicielle, dont Quest fait partie, à  Francisco Partners et Elliott Management Corporation.
Les premiers produits de Veeam, Veeam Monitor et Veeam Reporter, offrent des fonctionnalités de supervision, de reporting, d’analyse et de documentation des infrastructures virtuelles. En 2010, la société associe les deux produits et crée Veeam ONE. Veeam attire l’attention en 2007 avec sa solution gratuite de copie de sauvegarde de machines virtuelles, FastSCP. Celle-ci sert de base pour la création de son logiciel de protection des données dans le cadre de la virtualisation de matériel (en).
En 2014, à Las Vegas (États-Unis), Veeam tient sa toute première conférence sur la disponibilité et la protection des données, «VeeamON».
En 2016, Veeam nomme Peter C. McKay, (précédemment premier Senior Vice President et directeur général Amériques de VMware) au rôle de Président/DOP,. En 2017, Peter McKay et Andrei Baronov sont promus au rang de co-PDG. Fin 2018, Andrei Baronov devient PDG.
La société détient plusieurs bureaux dans le monde entier, dont quatre sièges régionaux: à Paris (France) pour la région EMEA, à Columbus (États-Unis) pour la région Amériques, à Dubaï pour la région Moyen-Orient et à Sydney (Australie) pour la région Asie-Pacifique.
Le 9 janvier 2020, Insight Partners (en) annonce le rachat de Veeam pour 5 milliards de dollars et transfère la société aux États-Unis.
Le 22 juillet 2020, Gartner, Inc. fait entrer Veeam Software dans son Magic Quadrant 2020 des leaders de la sauvegarde et restauration du datacenter.
En 2020, Veeam nomme Bill Largent, alors président du conseil d’administration, au poste de PDG.

## Produits - Logiciels
En 2008, alors qu’elle ne compte que 10 employés, la société lance sa solution Veeam Backup & Replication, qui dote les VM VMware vSphere de la sauvegarde incrémentielle et la réplication en mode image, avec déduplication et compression des données intégrées. Veeam Backup & Replication commence à prendre en charge Microsoft Hyper-V en 2012.
En 2015, la société élargit sa gamme de produits avec un outil gratuit de sauvegarde pour les terminaux physiques, Veeam Endpoint Backup FREE. Il prend en charge les versions 32-bit et 64-bit de Microsoft Windows et s’intègre à Veeam Backup & Replication. La même année, elle lance Veeam FastSCP for Microsoft Azure qui permet de copier des fichiers entre des VM sur site et des VM Microsoft Azure.
En 2016, elle lance Veeam Backup for Microsoft Office 365, qui permet de sauvegarder les données Office 365 Exchange et Veeam Availability Orchestrator, un logiciel d’orchestration de la reprise après incident multi-hyperviseurs avec fonctionnalités de documentation, de tests et de reporting.
En 2017, elle présente trois nouveaux produits : Veeam Agent for Microsoft Windows et Veeam Agent for Linux — pour la protection des données de workloads physiques avec de nombreux scénarios possibles de sauvegarde/restauration y compris dans le cloud et Veeam Availability Console — un outil gratuit de gestion de la protection des données et de la reprise après incident dans des infrastructures distribuées, conçu autour des solutions Veeam, et qui offre des services BaaS et DRaaS par l’intermédiaire de fournisseurs de services.
En 2020, Veeam annonce 16 versions majeures (et plus de 25 en comptant les mises à jour) comprenant des centaines de nouvelles fonctionnalités. Parmi elles, Veeam Backup & Replication v10, Veeam ONE v10, Veeam Backup for Nutanix AHV v2, Veeam Service Provider Console v4, Veeam Backup for Microsoft Azure v1, Veeam Availability Orchestrator v3, Veeam Backup for Microsoft Office 365 v5 et Veeam Backup for AWS v3.

## Acquisitions
En 2008, la société acquiert nworks afin de mieux intégrer l’administration VMware aux plateformes d’administration système Microsoft et Hewlett-Packard.
Deux nouveaux produits sont créés en conséquence:
- Veeam nworks Management Pack for VMware permet aux utilisateurs d’intégrer directement l’administration VMware à Microsoft System Center Operations Manager.

- Veeam nworks Smart Plug-In for VMware permet aux utilisateurs d’intégrer directement l’administration VMware à HP OpenView.

En 2012, les deux produits sont renommés en Veeam Management Pack et Veeam Smart Plug-In, en abandonnant «nworks».
En 2017, Veeam acquiert N2WS, une société qui commercialise des solutions natives cloud de sauvegarde et reprise après incident de niveau entreprise pour Amazon Web Services (AWS). En 2019, Veeam revend N2WS à ses fondateurs d’origine à la suite de discussions avec le gouvernement américain.
En 2020, Veeam acquiert Kasten, le leader du marché dans le domaine de la sauvegarde et de la reprise après incident de Kubernetes.